# 小行星11369
小行星11369（11369 Brazelton）是一颗绕太阳运转的小行星，为主小行星带小行星。该小行星于1998年8月17日发现。

## 轨道参数
小行星11369的轨道半长轴为2.3178947 UA，离心率为0.114。